# Instituto de Alta Cultura
O Instituto de Alta Cultura (1952-1976) foi o organismo responsável pela condução da política cultural, de divulgação da língua e cultura portuguesas no estrangeiro e de investigação científica durante o Estado Novo, sucedendo nessas funções à Junta de Educação Nacional (1929-1936) e ao Instituto para a Alta Cultura (1936-1952).

## Missão e historial
O Instituto de Alta Cultura tinha como missão concorrer para o desenvolvimento e aperfeiçoamento da cultura superior e da cultura artística, da investigação científica e das relações culturais com o estrangeiro e difusão da língua e cultura portuguesas, e funcionava na dependência directa do Ministério da Educação Nacional, cuja estrutura integrava.
O Instituto de Alta Cultura foi estruturado pelo Decreto-Lei n.º 38 680, de 17 de Março de 1952, tendo na sua dependência diversos centros e instituições, entre os quais o Centro de Estudos de Pedagogia Áudio-Visual, criado pelo Decreto n.º 45418, de 9 de Dezembro de 1963. Foi novamente reestruturado pelo Decreto-Lei n.º 46038, de 16 de Novembro de 1964, que clarificou a sua intervenção em matéria de investigação científica.
Já na fase final do Estado Novo, o Instituto de Alta Cultura voltou a ser reformulado pelo Decreto-Lei n.º 613/73, de 15 de Novembro, que atribuiu ao Instituto de Alta Cultura duas funções distintas: (1) Contribuir para a formulação da política científica e promover, fomentar e coordenar as actividades de investigação nos organismos dependentes do Ministério da Educação e Investigação Científica; e (2) Promover e fomentar o ensino e a difusão da língua e cultura portuguesas no estrangeiro.
Pelo Decreto n.º 538/76, de 9 de Julho, o Instituto de Alta Cultura deixou de ter funções na área da investigação científica, sendo sucedido nessa área pelo Instituto Nacional de Investigação Científica, que está na base da actual Fundação para a Ciência e a Tecnologia (FCT).
Reduzido ao papel de fomentar a difusão da língua e cultura portuguesas, pelo Decreto-Lei n.º 541/76, de 9 de Julho foi o Instituto de Alta Cultura transformado no Instituto de Cultura Portuguesa, depois chamado Instituto de Cultura e Língua Portuguesa, e que esteve na origem do actual Instituto Camões (IC). Ficava assim definitivamente extinta a instituição.

## Lista de Presidentes

### Junta de Educação Nacional - Ministério da Instrução Pública (JEN/MIP)
- 1931 - Gago Coutinho (interino)
- 1931-1934 - Mark Athias
- 1934-1936 - Augusto Pires Celestino da Costa

### Instituto para a Alta Cultura - Ministério da Educação Nacional (IAC/MEN)
- 1936-1942 - Augusto Pires Celestino da Costa
- 1942-1952 - Gustavo Cordeiro Ramos

### Instituto de Alta Cultura - Ministério da Educação Nacional (IAC/MEN)
- 1952-1964 - Gustavo Cordeiro Ramos
- 1964-1967 - António da Silveira
- 1967-1971 - Manuel Abreu Faro
- 1971-1973 - Maria de Lourdes Belchior Pontes
- 1973-1974 - Ilídio do Amaral
- 1974-1975 - Vítor Pereira Crespo
- 1975-1976 - João Luís Correia de Andrade e Silva
- 1976-1976 - Domingos Cruz Pereira de Moura